# Sołtysy (Opole)
Pour les articles homonymes, voir Sołtysy.

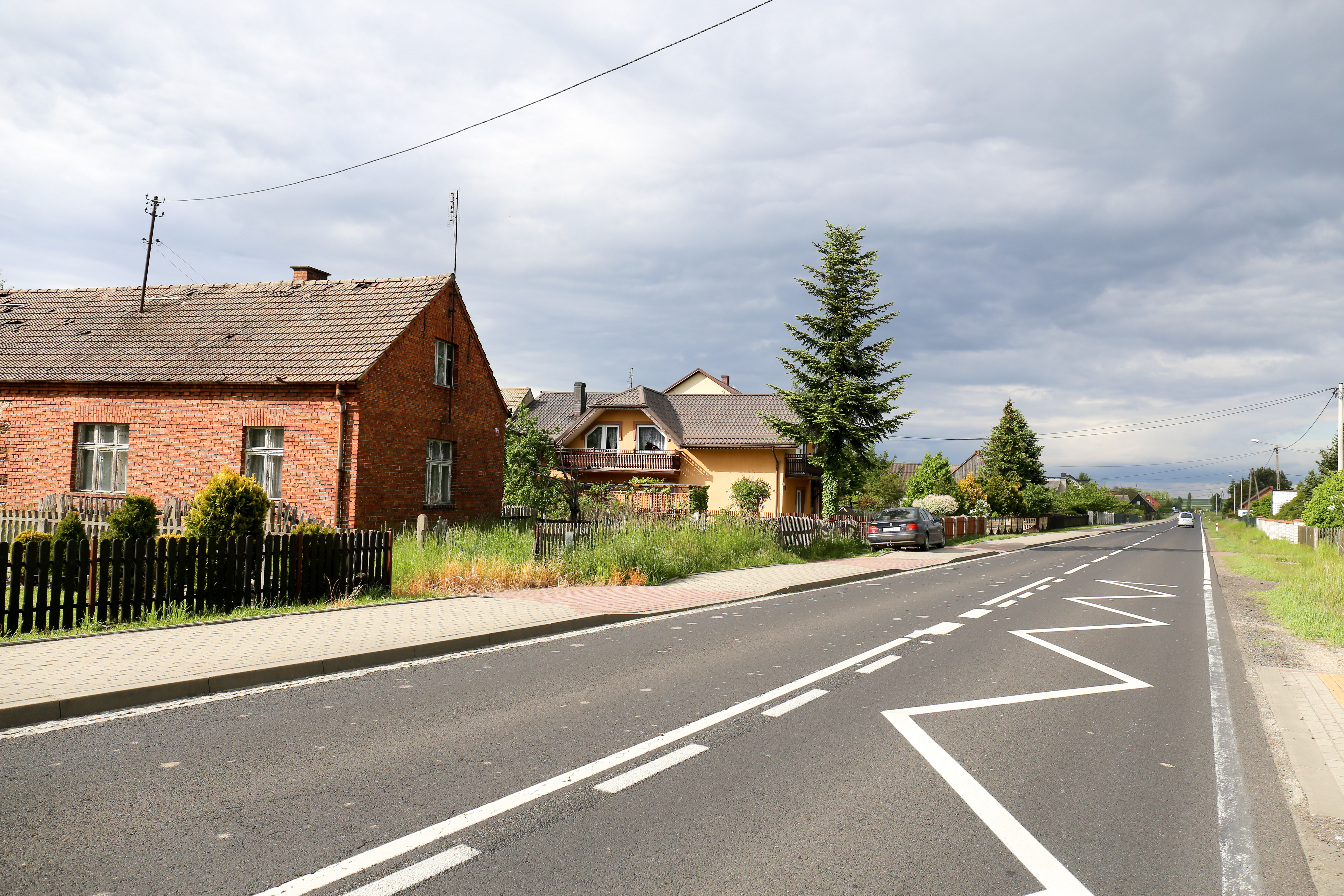
photo d'une route située dans la ville

Sołtysy est une localité polonaise de la gmina de Praszka, située dans le powiat d'Olesno en voïvodie d'Opole.